# Velleia foliosa
Velleia foliosa är en tvåhjärtbladig växtart som först beskrevs av George Bentham, och fick sitt nu gällande namn av Kurt Krause. Velleia foliosa ingår i släktet Velleia och familjen Goodeniaceae. Inga underarter finns listade i Catalogue of Life.